# 橄榄核螺
橄榄核螺（学名：Cancellaria oblonga），是新腹足目核螺科核螺属的一种。主要分布于印度尼西亚、台湾，常栖息在浅海泥沙底。